# PDVAL-Affäre
Die PDVAL-Affäre ist ein Korruptionsfall, der seit Jahren ein politisches Thema in Venezuela ist. Über 2.300 Container mit Lebensmitteln, die die Regierung im Jahr 2009 importierte und nie verteilte, verdarben in venezolanischen Häfen.
Im Volksmund wird der Fall caso PUDREVAL genannt, nach dem spanischen Wort pudrir, darben.

## Geschichte
Die PDVAL ist eine Tochtergesellschaft des staatlichen venezolanischen Öl-Unternehmens PDVSA, die Einfuhr und Transport von Lebensmitteln organisiert. 
Der oppositionelle Gouverneur Carabobos, Henrique Salas Feo, erhob am 2. April 2009 eine Beschwerde wegen verdorbener Lebensmittel in den Lagern der PDVAL. Er berichtete, dass 30 Container mit Milch im Hafen von Puerto Cabello nicht mehr trinkbar seien.
Am 17. Juli nahm die Polizei des Bundesstaates Lara 43 Menschen fest, die dabei waren, 68 Tonnen PDVAL-Milch mit einem neuen Verfallsdatum, dem 29. November, zu verpacken. Am nächsten Tag erklärte der neue Präsident von PDVAL, Carlos Osorio, dass man diese Milch verkaufen wollte, aber nur als Futtermittel für Tiere. PDVAL berichtete, dass im Jahr 2009 schon 25.700 Tonnen Milch zu diesem Zweck veräußert worden waren und zwar mit einer Preisminderung von 30 %.
Die Opposition behauptete im Jahr 2010, dass über 75.000 Tonnen, ein Fünftel der von der Regierung durchgeführten Importe, verloren gingen. 

### Untersuchung
Drei Personen wurden erstmals festgenommen: der frühere Präsident der PDVAL, Luis Enrique Pulido, sowie die Verwaltungsleiter Ronald Flores und Vilyeska Betancourt. Alle drei wurden Ende 2011 freigelassen. Flores und Betancourt kehrten an ihre Arbeitsstellen zurück; Luis Enrique Pulido arbeitete in der Folge beim Wahlkampfteam von Hugo Chávez.

## PDVAL-Affäre und Wikileaks
Laut Wikileaks behauptet ein Stratfor-Bericht, dass PDVAL benutzt wird, um Geld zu waschen.
Noch im Jahr 2012 beklagte die Opposition, dass die Regierung keine geeigneten Maßnahmen ergriffen hätte.